# La sbornia (film 1930)
La sbornia, noto anche con il titolo Lo sbaglio (Blotto, nell'originale inglese), è un cortometraggio del 1930 con Stanlio e Ollio

## Trama
Stanlio è tenuto chiuso in casa dalla dispotica moglie, che gli impedisce di uscire a divertirsi. Ollio, che è fuori ad aspettarlo, gli telefona da un bar. Stanlio, rispondendo al telefono, allorché si accorge che si tratta del compare, per il timore che la moglie si arrabbi, gli riattacca la cornetta in faccia, fingendo di non riconoscerlo. Ollio richiama più volte Stanlio, che séguita a riappendere, scatenando l'ira dell'amico.
Infine è la moglie di Stanlio a rispondere all'amico: sentendo che si tratta di Ollio, lo saluta giovialmente e, con fare compiacente, dà la cornetta a Stanlio ed esce dal salotto.
I due, conversando al telefono, si accordano per passare una serata allegra al Rainbow Club, portando con sé di nascosto una bottiglia di whiskey che Stanlio deve trafugare da casa. Per consentire al compare di andarsene, Ollio gli suggerisce di mandarsi da solo un finto telegramma con cui viene richiamato al lavoro.
Tutto pare andare per il meglio: la moglie sembra che abbia abboccato al trucco e Stanlio di soppiatto sgraffigna la bottiglia di whiskey dalla cucina.
I due son convinti di averla fatta franca: non sanno però che la signora Laurel ha origliato la loro conversazione telefonica e, per dare loro una lezione, ha sostituito il liquore della bottiglia con un miscuglio a base di tè mescolato a tabasco, peperoncino ed altre spezie.
I due si accomodano al bar, ed ordinano del seltz con ghiaccio. Quindi, cercando di non farsi notare dagli altri avventori, incominciano ad armeggiare con la bottiglia, nascosta sotto il tavolo. Ma Stanlio è troppo maldestro: dapprima fa rumore nell'atto di infilare il cavatappi, poi, nel levare il turacciolo, ribalta il tavolo: ciò suscita i sospetti dei presenti. Ma quello che più colpisce gli altri frequentatori del locale sono gli scoppi di risa dei due, sempre più fragorosi e intrattenibili, poiché sono convinti di stare ubriacandosi e di dover necessariamente essere allegri.
La bevanda infatti è forte e infiamma le tonsille e quindi, secondo loro, sta dando i suoi effetti. Al contempo, i due non riescono a trattenere le lacrime allorché un cantante del club intona una canzone triste e struggente. Ammirati dalla sua bravura, gli offrono un bicchiere dalla loro bottiglia, rimanendo però esterrefatti dinanzi alla sua reazione disgustata.
D'un tratto nel locale sopraggiunge la moglie di Stan, inviperita; i due, ormai convinti di essere ubriachi, tra continue risate, le raccontano come sono riusciti ad ingannarla. Alla rivelazione della consorte di avere sostituito il liquore con il miscuglio, la sbornia sparisce di colpo.
I due, notando che la moglie di Stan imbraccia un fucile, si precipitano fuori e fuggono su un taxi, che però esplode dopo pochi metri, colpito da un unico colpo di fucile dalla moglie.

## Produzione
Il cortometraggio è stato interamente girato presso gli Hal Roach Studios di Culver City.

## Curiosità
- Il numero che Ollio compone al telefono per chiamare Stanlio (Oxford-0614) era il vero numero telefonico di casa di Stan Laurel.[2]
- Questo è l'unico film in cui Stanlio è sposato e Ollio (apparentemente) no.

## Commento
Il film è una tipica situazione comica, ripetuta in tante gag, del riso indotto nello spettatore dall'attore che ride senza alcun senso o motivo. La comicità legata all'ubriachezza è stato uno dei cavalli di battaglia della celebre coppia, e in modo particolare di Stanlio, che in altri cortometraggi come Ospiti inattesi (1932) e Vita in campagna (1934) o come in Fra Diavolo (The Devil's Brother) (1933), o ne La ragazza di Boemia (1936) ci regala delle scenette esilaranti.

## Versioni alternative
Dato che ancora non esisteva il doppiaggio, del film furono girate due versioni in lingua diversa dall'inglese, con due diverse attrici nella parte della signora Laurel: una versione spagnola, dal titolo La Vida Nocturna (La vita notturna) di circa 37 minuti, con Linda Loredo nella parte di Mrs. Laurel, e una francese, intitolata Une nuit extravagante (Una notte stravagante), con Georgette Rhodes. In entrambi i casi, Stanlio e Ollio recitavano leggendo le frasi in spagnolo e francese (lingue a loro sconosciute) dal teleprompter.

## Versione italiana
La versione italiana Gli allegri passaguai (a cui questa comica è stata allegata col doppiaggio curato dalla RAI) è molto più corta rispetto all'originale, e dura 18 minuti. All'epoca venne utilizzata una versione ridotta britannica, al posto del master originale, monca di diverse scene. 
Le scene tagliate sono:
- la sequenza iniziale in cui Stanlio, dopo aver ricevuto un rifiuto dalla moglie come risposta alla sua richiesta di uscire, si arrabbia e accartoccia un giornale che stava leggendo capovolto;
- la scena in cui Stanlio risponde, tentando di non farsi scoprire dalla moglie, ad una telefonata di Ollio, riagganciando più volte il telefono;
- quella che si svolge nel night club in cui Stanlio, già ubriaco, si commuove alla triste canzone You Made What I Am Today e offre al cantante un bicchiere del miscuglio preparato dalla moglie;
- l'ultima sequenza in cui Stanlio e Ollio, che si credono sbronzi, sono in preda alle risate.